# Regeringen Anfinn Kallsberg I
Anfinn Kallsbergs første regering var Færøernes regering fra 15. maj 1998 til 6. juni 2002. Den bestod af Anfinn Kallsberg (FF) som lagmand, med ministre fra Fólkaflokkurin, Tjóðveldisflokkurin (TF) og Sjálvstýrisflokkurin (SF). Vicelagmand og selvstyre- og justisminister Høgni Hoydal var desuden Færøernes udsendte (samarbejdsminister) til Nordisk Råd.
|                                     | Minister              | Parti | Fra               | Til               |
| ----------------------------------- | --------------------- | ----- | ----------------- | ----------------- |
| Lagmand                             | Anfinn Kallsberg      | FF    | 15. maj 1998      | 6. juni 2002      |
| Vicelagmand                         | Høgni Hoydal          | TF    | 15. maj 1998      | 6. juni 2002      |
| Ministerium                         | Minister              | Parti | Fra               | Til               |
| Selvstyre- og justisministeriet     | Høgni Hoydal          | TF    | 15. maj 1998      | 6. juni 2002      |
| Fiskeriministeriet                  | Jørgen Niclasen       | FF    | 14. december 1998 | 6. juni 2002      |
|                                     | John Petersen         | FF    | 15. maj 1998      | 14. december 1998 |
| Undervisnings- og kulturministeriet | Óli Holm              | TF    | 14. juni 2001     | 6. juni 2002      |
|                                     | Tórbjørn Jacobsen     | TF    | 28. marts 2000    | 14. juni 2001     |
|                                     | Signar á Brúnni       | TF    | 15. maj 1998      | 21. juli 2000     |
| Finans- og økonomiministeriet       | Karsten Hansen        | TF    | 15. maj 1998      | 6. juni 2002      |
| Erhvervsministeriet                 | Bjarni Djurholm       | FF    | 28. august 2000   | 6. juni 2002      |
|                                     | Finnbogi Arge         | FF    | 15. maj 1998      | 18. august 2000   |
| Olje- og miljøministeriet           | Eyðun Elttør          | SF    | 15. maj 1998      | 6. juni 2002      |
| Social- og sundhedsministeriet      | Sámal Petur í Grund   | SF    | 26. februar 2001  | 6. juni 2002      |
|                                     | Helena Dam á Neystabø | SF    | 15. maj 1998      | 26. februar 2001  |